# Camicia kariyushi

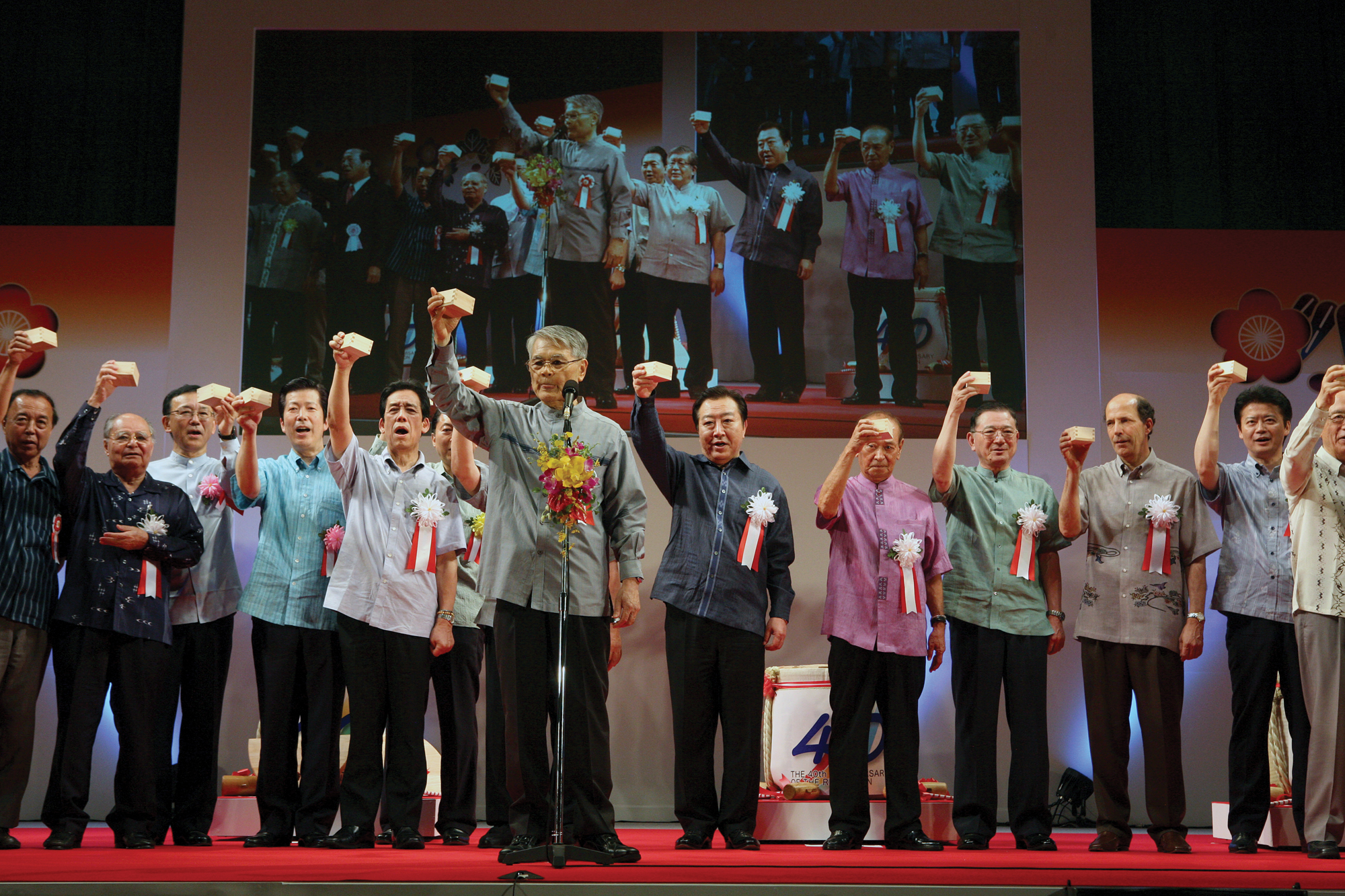
Cerimonia nippo-americana a Okinawa. Tutte le persone indossano camicie kariyushi.

La camicia kariyushi (かりゆしウェア?, kariyushi wea) è un particolare tipo di camicia, originario della prefettura di Okinawa, in Giappone. Simili alle camicie hawaiane, si indossano principalmente d'estate. Sono camicie stampate, perlopiù a maniche corte e con il colletto. Possono essere portate come abbigliamento sportivo, informale, o come abbigliamento da cerimonia. Introdotta per la prima volta per promuovere il turismo nella prefettura di Okinawa, la camicia kariyushi guadagnò popolarità nel 2000 quando i capi di stato ne indossarono una durante il 26º vertice del G8 tenuto ad Okinawa. Queste camicie sono promosse dal Governo del Giappone come parte della campagna Cool Biz.

## Storia
Nel 1970, l'Associazione per il turismo di Okinawa cominciò a vendere camicie simili a quelle hawaiane con il nome di camicie di Okinawa, al fine di promuovere il turismo nella prefettura di Okinawa. La campagna iniziale non ebbe successo lasciando pile di capi invenduti. Gli avanzi furono indossati dai membri dell'associazione alberghiera. La popolarità delle camicie si diffuse durante il periodo della seconda crisi petrolifera. All'inizio, le camicie erano limitate a fantasie che usavano motivi delle arti figurative tradizionali come i bingata o gli Yaeyami minsa. Alla fine, molti individui legati al settore turistico come il personale degli alberghi, i viaggiatori e le guide turistiche incominciarono a indossarle.
Nel 1990 il Mensōre Okinawa Kenmin Undō Suishin Kyōgikai, un consorzio appena formato di organizzazioni turistiche okinawane, decise di produrre camicie che mostrassero lo spirito di Okinawa e le chiamò camicie kariyushi. Kariyushi significa  "armonia" o "felicità" in okinawano. Nel 1997, L'Associazione degli alberghi e ryokan di Okinawa iniziò a promuovere un nuovo tipo di camicie simili a quelle hawaiane chiamate abbigliamento tropicale o anche tropical Friday (la versione okinawana del casual Friday). Questo produsse come risultato il loro uso diffuso in posti come gli uffici pubblici.
L'anno 2000 fu un punto di svolta per questo tipo di camicie. Il loro nome fu standizzato come  "camicie kariyushi" (かりゆしウェア). Nel 2000 ciascun capo di stato ne indossò una durante il vertice del 26º G8 tenuto ad Okinawa. Durante questo periodo, apparvero variazioni nel disegno delle camicie, il cui uso divenne popolare tra i dipendenti del governo, i lavoratori bancari e in generale tra le persone del settore degli affari.  Secondo l'Associazione industriale delle confezioni di abbigliamento di Okinawa, oltre 310,000 camicie furono vendute nel 2004. Okinawa tiene anche un concorso tessile una volta ogni anno, che permette ai partecipanti di disegnare una camicia kariyushi.
Nel 2005, quando fu introdotta l'idea dell'"Abbigliamento informale estivo" principalmente per il Ministero dell'ambiente e il Ministero dell'economia, del commercio e dell'industria, Yuriko Koike, il Ministro dell'ambiente, assunse anche la responsabilità di Ministro per Okinawa e promosse la camicia kariyushi come parte della campagna Cool Biz. Dal 1º giugno, l'inizio del periodo promozionale, molti del personale che lavoravano nell'Ufficio per lo sviluppo e la promozione di Okinawa indossarono le camicie, come pure il Primo ministro del Giappone di quel tempo, Junichiro Koizumi. Koizumi aveva già indossato la camicia kariyushi nel vertice Giappone-Isole del Pacifico che si era tenuto nel 2003 a Okinawa.
L'ufficio dell'NHK di Okinawa chiese a tutti i cronisti del programma d'informazione locale serale dei giorni feriali Haisai! Terebi Sukasu di indossare la camicia kariyushi da giugno a ottobre 2006. Lo spettacolo iniziò nell'aprile 2006. L'NHK riconobbe che questo contribuiva alla popolarità delle camicie. Anche sulla rete TBS, l'annunciatore principale, Tetsuya Chikushi, indossò una camica a kariyushi nell'estate del 2004 e del 2005 nel suo spettacolo di informazione Tetsuya Chikushi NEWS23.
Nel giugno 2009, tutti i membri del governo giapponese che partecipavano alla riunione del gabinetto indossavano una camicia come parte della campagna Cool Biz. Anche i membri del Partito Liberal Democratico indossavano le camicie, ma Hiroyuki Hosoda portava la sua infilata nei pantaloni, il che si dice abbia infastidito Yuriko Koike durante l'intero incontro. La camicia kariyushi infatti si porta fuori dai pantaloni, e mai infilata nei pantaloni stessi.

## Disegno
Le camicie kariyushi fabbricate a Okinawa per i residenti locali sono adornate solitamente con caratteristici disegni okinawani che si trovano nelle arti okinawane tradizionali, disegni dei guardiani dei templi shisā e semplici motivi floreali a colori tenui. Si usano spesso per promuovere il turismo a Okinawa ed è stato stabilito che durante l'estate sostituissero la normale camicia bianca con cravatta per i lavoratori degli uffici okinawani. Nel 2005, la campagna Cool Biz spinse i membri del Gabinetto di Okinawa, perlopiù nel governo centrale, a indossare la camicia durante l'orario lavorativo.
Le camicie kariyushi furono create sulla base delle camicie hawaiane, generalmente disegnate con le maniche corte e il colletto aperto. Di solito hanno i bottoni, a volte come camicia completa con i bottoni sulle punte, e a volte solo fino al petto (a polo). Le camicie kariyushi solitamente hanno un taschino cucito a sinistra sul petto, spesso con attenzione per fare in modo che il motivo stampato rimanga continuo. Le camicie sono tagliate corte così che possoano pendere comodamente fuori dai pantaloni. I motivi sulle magliette usano si ispirano a elementi caratteristici di Okinawa come le zucche amare, i limoni hirami e le barche drago di Okinawa.
Il prezzo delle camicie può variare da pochi yen per le versioni più economiche a parecchie decine di migliaia di yen per le camicie di alta gamma fatte con la fibra della Musa basjoo, la banana giapponese, simile al tapa hawaiano.
Molte varianti della camicia fecero il loro debutto dal 2000. Camicie con le maniche più lunghe durono disegnate per le donne, che erano preoccupate dell'eritema solare, e furono venduti modelli formali fatti di tessuti neri per eventi cerimoniali.
Attualmente, l'indossare camicie kariyushi è promosso durante il periodo da aprile a novembre. Durante questo periodo, un'alta percentuale del personale del governo locale indossa la camicia kariyushi. Nel settembre 1999, l'assemblea parlamentare di Okinawa diede il permesso ai suoi membri di indossare la camicia all'interno delle camere parlamentari. Molti di questi membri attualmente indossano la camicia e il suo uso è sempre più diffuso nell'assemblea  locale. Gli impiegati degli uffici postali e la Japan Transocean Air hanno la propria camicia caratteristica, che indossano in estate come parte della loro uniforme. Anche i dipendenti degli uffici di filiali appartenenti a imprese okinawane ubicate al di fuori di Okinawa indossano la camicia nel casual Friday.

## Marchio
Il termine "camicia kariyushi" era un marchio registrato della Federazione industriale di Okinawa, ma il diritto fu trasferito all'Associazione industriale delle confezioni di abbigliamento di Okinawa. Le regole dell'autorizzazione per l'uso del marchio sono le seguenti:
1. Le camicie devono essere fabbricate all'interno della prefettura di Okinawa (il tessuto prodotto all'esterno della prefettura si può usare per fare le camicie).
2. Possono essere usati solo motivi che promuovono il turismo a Okinawa.